# Michael Jung
Michael Jung, född 31 juli 1982 i Bad Soden am Taunus, är en tysk ryttare som tävlar i fälttävlan. Under olympiska spelen i London 2012 vann han dels lagtävlingen med Tyskland, dels den individuella tävlingen med hästen Sam. Detta innebar att han, på sin trettioårsdag, blev den första i fälttävlanshistorien att ha varit europamästare, världsmästare och OS-mästare på samma gång.
Vid OS 2024 tog han guld i den individuella fälttävlan.

## Externa länkar

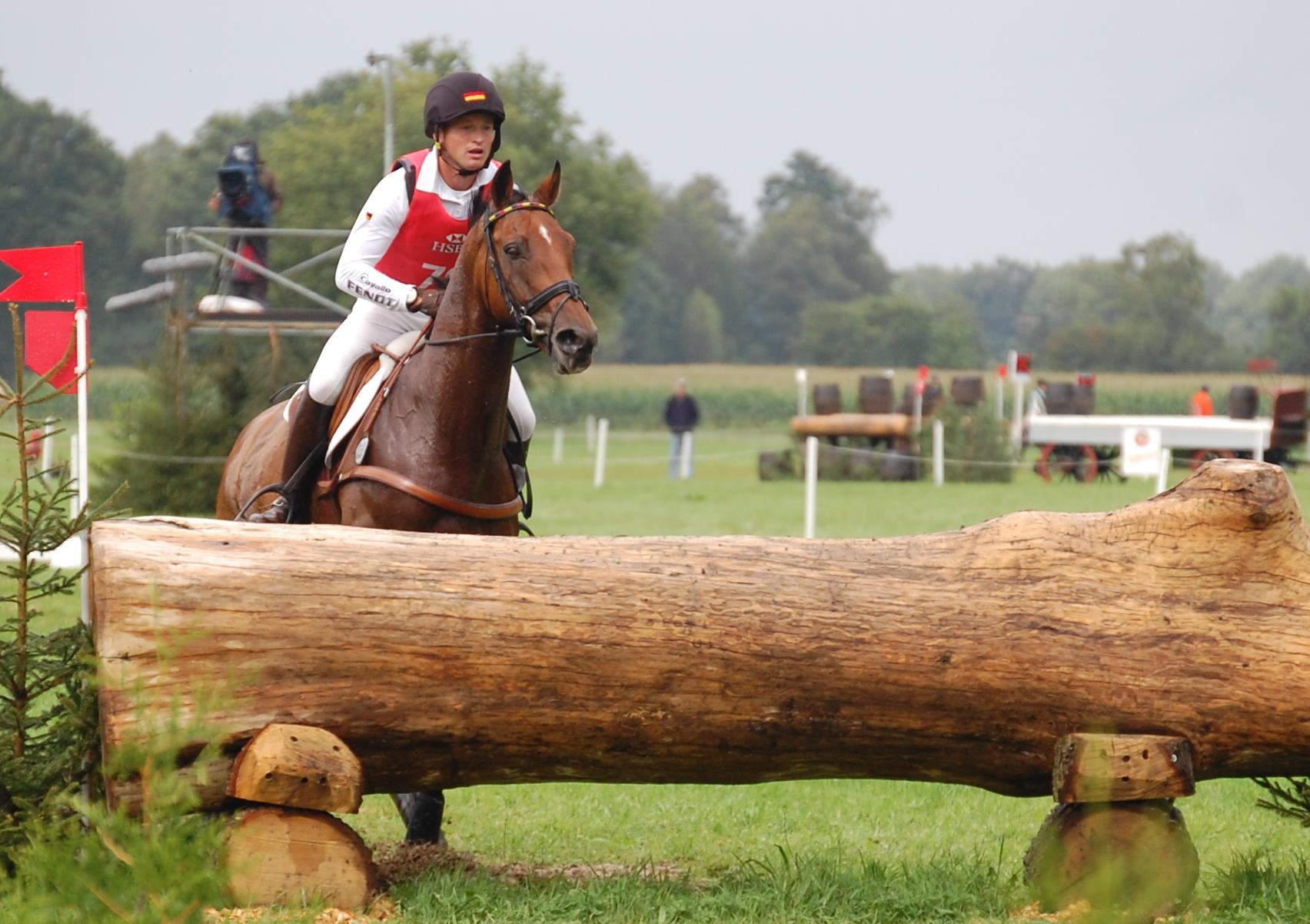
Michael Jung med hästen Sam under EM 2011.

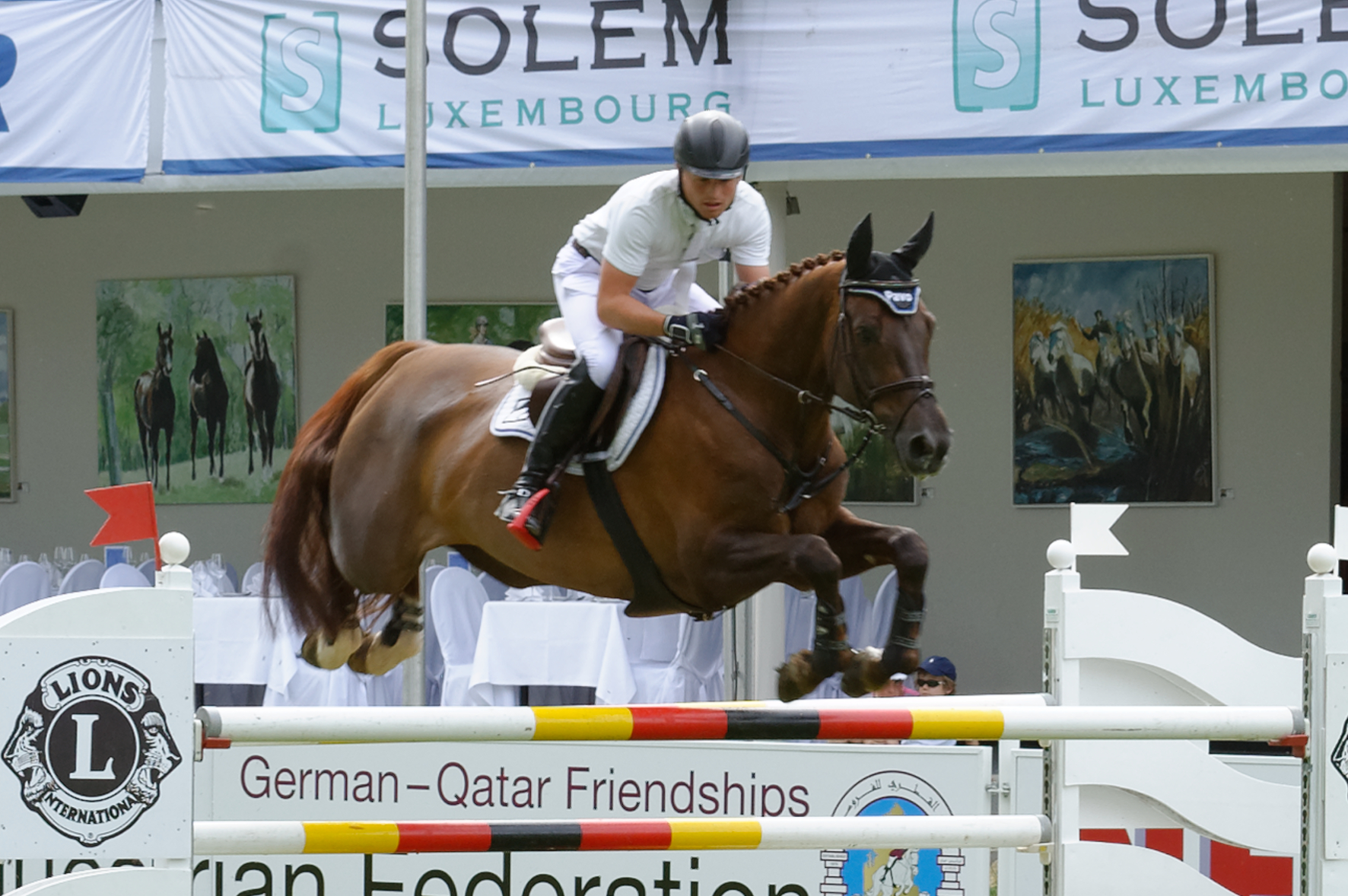
Internationales Pfingstturnier Wiesbaden 2014